# Being Playing
Being Playing ist ein Musikalbum von Butch Lacy, Jesper Løvdal, Kresten Osgood und Mark Dresser. Die 2014 im Studio The Village von Thomas Vang in Kopenhagen entstandenen Aufnahmen erschienen am 12. November 2015 auf dem Label des Musikerkollektivs ILK.

## Hintergrund
Auf diesem Album hört man den in Dänemark heimisch gewordenen amerikanischen Pianisten Butch Lacy als Teil eines Kollektivs mit dem dänischen Schlagzeuger Kresten Osgood, dem Saxophonisten Løvdal und dem amerikanischen Bassisten Mark Dresser. Being Playing besteht aus vier Improvisationen, die alle wenigstens zehn Minuten dauern, wobei der Opener „Wizard of Os“ fast die Zwanzig-Minuten-Marke erreicht.

## Titelliste
- Butch Lacy / Jesper Løvdal / Kresten Osgood / Mark Dresser: Being Playing (ILK Music – ilk237cd)[1]

1. Wizard of Os 19:47
2. Lacy Dresser 10:32
3. Being 12:24
4. Playing 12:24

Die Kompositionen stammen von Butch Lacy / Jesper Løvdal / Kresten Osgood / Mark Dresser.

## Rezeption

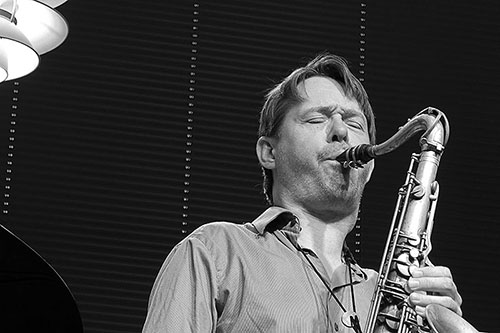
Jesper Løvdal (2015)

Die Veröffentlichung von Tonträgern sei für Musiker und Zuhörer deshalb so wichtig, weil sie künstlerische Aussagen darstellten, aber auch, weil sie die Entwicklung der Musiker dokumentierten. Manchmal, wenn ein Musiker nur sehr wenige Platten vorlegt, werde die Veröffentlichung eines Albums zu einem Ereignis und einer seltenen Gelegenheit, die musikalische Sprache des Künstlers kennenzulernen. Dies sei bei Being Playing der Fall, das die Verwandlung des bedeutenden Pianisten Butch Lacy zeige, schrieb Jakob Baekgaard in All About Jazz. Insgesamt sei die Musik alles andere als konventionell und eine Gelegenheit, Lacy in avantgardistischer Stimmung zu hören, während er Intervalle, perkussive Muster und abgeschnittene Phrasen mit Anklängen an den Blues erkunde.
Løvdal agiere ebenso neugierig und wechsle zwischen dem tiefen Klang der Kontrabassklarinette, Tenorsaxophon und Altflöte, das an den Klang des Holzbläsers Yusef Lateef erinnern würde, so Baekgaard. Während der gesamten Platte sei Bassist Dresser eine Quelle elastischen Klangs, wenn er die Saiten biege und sie wie Gummibänder hüpfen lässt, während Osgood den Rhythmus am Köcheln halte. Das Ergebnis sei eine Musik, die nicht mit ihren knorrigen Strukturen zu gefallen versuche, sondern eine poetische Qualität und einen rhythmischen, vegetierenden Antrieb habe, der langsam wachse und zu einer wunderschönen und seltsamen Blume erblühe.